# Кэш, Томми
То́мми Кэш (англ. Tommy Cash, иногда стилизуется как TOMM¥ €A$H; настоящее имя — То́мас Та́ммеметс (эст. Tomas Tammemets); род. 18 ноября 1991, Таллин) — эстонский рэп-исполнитель. Представлял Эстонию на конкурсе песни «Евровидение-2025» с песней «Espresso Macchiato», где занял третье место.

## Биография

### Ранние годы
Томас родился в небогатой эстонской семье в Таллине, в районе Копли, где в основном живут русскоговорящие. С детства Томас рос билингвом: его отец говорил на русском языке, мать — на эстонском. Благодаря знанию языка Томас познакомился с русской культурой. Во многих интервью, говоря о своей этнической принадлежности, Кэш подчеркивал, что его бабушка родом из России (из Нижнего Новгорода), а его мама — наполовину украинка. Однако Томаса интересовала не только русская, но и американская культура.
Вспоминая свое детство, Томми писал: «Мы жили в однокомнатной квартире. Эта комната была одновременно и спальней родителей, и моей псевдокомнаткой, которая отделялась от родительской части секцией, обратная сторона которой была оклеена фотообоями с мотоциклистами. У меня был кассетный проигрыватель и кассета Эминема The Eminem Show, та, с красным занавесом на обложке. Я слушал её и пробовал быстренько набирать текст на печатной машинке, придумывая свои слова на несуществующем английском языке».
В 2004—2006 годах Томас увлекался настольным хоккеем, играя за клуб Est Pro Tigers и в составе национальной сборной выступил на чемпионате мира 2005 года в Риге.
После окончания школы Томас работал официантом и уборщиком, при этом активно занимался танцами. Со временем хобби стало приносить доход. Он нередко выступал в массовке у местных знаменитостей. В 2013 году он принял решение начать сольную карьеру. Вокруг Кэша сформировалась группа единомышленников, с которыми он работает и по сей день: диджей и звукорежиссёр Лаури и две Анны: Анна-менеджер, занимающаяся корреспонденцией и продакшеном, и Анна-дизайнер, выстраивающая сеты.

### Профессиональная деятельность
Началом его музыкальной карьеры стал клип «Guez Whoz Bak», который вышел в сентябре 2013 года. Данный трек получил музыкальную премию «Демо года» от Радио 2. После этого начались концерты в Эстонии, Чехии, Финляндии и других европейских странах. Позже артист выпустил композицию под названием «Euroz Dollaz Yeniz», в которой сохраняется уникальный авторский стиль Томми.
Весной 2014 года выходит дебютный альбом Euroz Dollaz Yeniz, состоящий из девяти треков. Изначально он включал в себя одну композицию, однако позже, во время гастролей по России и Европе, Томми дополнил альбом новыми треками.
В 2015 году Томас выпустил два клипа: «Leave Me Alone» и «Give Me Your Money», второй совместно с рэйв-группой Little Big, которые связались с Кэшем и предложили коллаборацию.
Вскоре Томас вместе с Ильичом (фронтмен Little Big) снялся в комедийном интернет-сериале American Russians, что добавило ему популярности на просторах рунета.
В июле 2016 года была презентована музыкальная работа «Winalototo», после которой Томасу посыпалось множество предложений от известных лейблов, однако артист предпочел сохранить независимость.
16 марта 2017 года состоялась премьера видеоработы на трек «Surf».
Осенью 2018 музыкант выпустил свой второй полноценный альбом ¥€$, в который вошли одиннадцать треков. В его поддержку Томми дал несколько больших концертов в Москве, Санкт-Петербурге и Екатеринбурге, а затем отправился в европейское турне. В этом же году рэпер представил три новые эпатажные видеоработы: «Winaloto», «X-Ray» и «Pussy Money Weed».
8 августа 2024 года вышел клип «Untz Untz», посвящённый вымышленной порно-олимпиаде. В роли режиссёров и авторов сценария выступили Алина Пязок и Томми Кэш.
В 2025 году победил в эстонском отборе на «Евровидение-2025» с песней «Espresso Macchiato». За рэпера проголосовали 83 % зрителей. Клип на песню «Espresso Macchiato» был опубликован 16 марта 2025 года на официальном YouTube-канале «Евровидения», его сняла постоянный режиссёр Little Big Алина Пязок.

## Музыкальный стиль
В основе творчества Томми Кэша лежит дух и эстетика 1990-х годов: спортивные костюмы Adidas, советские ковры по стенам, McDonald’s. Музыкальные критики, пытаясь дать определение его стилю, чаще всего говорят о «цыганском шике» или «russian trash» (рус. русский трэш). Сам исполнитель указывает на иронический подтекст своих работ: «Это не пародия, просто не во всех песнях я серьёзный, ирония — эта тема по мне…». Подавляющее большинство текстов Томаса написано на английском языке. Сильный славянский акцент является визитной карточкой этого исполнителя. Подобный прием используют и другие современные музыканты, например, Gogol Bordello, The Hatters, Little Big.
Говоря о музыкальном влиянии других исполнителей, Томми в числе первых называет своего однофамильца Джонни Кэша: «Я увидел фильм „Переступить черту“, и он очень меня вдохновил. Имя как-то тоже пошло оттуда — от кантри». Несмотря на то, что стиль этих музыкантов различен, их объединяет общий подход к музыке: «Помню, про его голос говорили что-то вроде, что он острый как лезвие и мощный как поезд. Это я навсегда запомнил». Среди других исполнителей, повлиявших на Томми можно назвать Эминема, группу «Тату» и прочих звёзд русской эстрады девяностых и нулевых годов.

## Дискография

### Студийные альбомы
- 2014 — Euroz Dollaz Yeniz
- 2018 — ¥€$[15]

### Мини-альбомы
- 2014— C.R.E.A.M.
- 2021 — Moneysutra
- 2024 — High Fashion

### Синглы
- 2014 — «Alien Tears»
- 2015 — Little Big — «Give Me Your Money» (при уч. Томми Кэш)
- 2016 — Kinder Malo — «Apel» (при уч. Pimp Flaco, Томми Кэш)
- 2017 — «Rawr»
- 2017 — «Rawr» (при уч. Joji)
- 2017 — Томми Кэш, IC3PEAK — «Cry»[16]
- 2017 — A. G. Cook — «Out Of My Head Remix» (при уч. Mykki Blanco, Dorian Electra, Томми Кэш, Hannah Diamond)
- 2017 — Felicita — «Sulaharas*» (при уч. Томми Кэш)
- 2018 — «Pussy Money Weed»
- 2018 — «Little Molly»
- 2018 — «X-Ray»
- 2019 — «Sdubid»
- 2020 — «Hakken»
- 2021 — «Racked»
- 2023 — «Ferrari»
- 2024 — «Tango»
- 2024 — «Ca$h Ready»
- 2024 — «Ass & Titties»
- 2024 — «Untz Untz»
- 2024 — «Espresso Macchiato»

### Участие в релизах
- 2013 — Томми Кэш при уч. Justicious, Ba. — «MTWAH» (Various Artists — Baltic Trail Complitation)
- 2013 — TV Maskava vs Томми Кэш — «Kongo Jungle» (Various Artists — Baltic Trail Complitation)
- 2015 — Adi L Hasla при уч. Aito Mäkki, Томми Кэш — «Flipperi» (Habiturientti)
- 2015 — Yeezuz2020 при уч. Томми Кэш — «Exodus» (Exodus)
- 2015 — Little Big при уч. Томми Кэш — «Give Me Your Money» (Funeral Rave)
- 2015 — DJ Oguretz при уч. Томми Кэш — «Volkswagen Passat» (Power)
- 2017 — AudioOpera при уч. Project Pat, Antwon, Томми Кэш, Rich Boy — «Piece By Piece» (Isolation Room)
- 2017 — Charli XCX при уч. Томми Кэш — «Delicious» (Pop 2)[17][18]
- 2018 — Little Big при уч. Томми Кэш — «Follow Me» (Antipositive, Pt. 2)
- 2019 — Modeselektor при уч. Томми Кэш — «Who» (Who else)
- 2019 — Lorenzo при уч. Томми Кеш, Vladimir Cauchemar — «Impec» (Sex in the City)
- 2019 — Modeselektor — «Who» (при уч. Томми Кэш)
- 2019 — Charli XCX при уч. Томми Кэша, Ким Петрас — «Click» (Charli)
- 2019 — Borgore при уч. Томми Кэш — «Forever in My Debt» (The Art of Gore)
- 2020 — Boys Noize — «Nude» (при уч. Томми Кэш)
- 2020 — Salvatore Ganacci при уч. Томми Кэш — «Heartbass» (Boycycle)
- 2020 — Элджей при уч. Томми Кэш, Коста Лакоста — «Toilet» (Sayonara Boy Opal)
- 2020— 100 gecs при уч. Томми Кэш, Hannah Diamond — «xXXi_wud_nvrstøp_ÜXXx (Remix)» (1,000 gecs and The Tree of Clues)
- 2021 — Little Big при уч. Томми Кэш и Оливер Три — «Turn It Up»
- 2021 — Oxxxymiron при уч. Томми Кэш — «Рашн Роуд Рейдж» (Красота и Уродство)
- 2023 — Käärija при уч. Томми Кэш — «It’s Crazy, It’s Party»
- 2025 — Joost при уч. Томми Кэш — «United By Music»

## Видеография
| №  | Год  | Клип                                                   | Альбом             | Примечание                                                  |
| -- | ---- | ------------------------------------------------------ | ------------------ | ----------------------------------------------------------- |
| 1  | 2013 | Guez Whoz Bak                                          | C.R.E.A.M.         | —                                                           |
| 2  | 2014 | Alien Tears                                            | Сингл              | удалённый клип                                              |
| 3  | 2014 | Euroz Dollaz Yeniz                                     | Euroz Dollaz Yeniz | —                                                           |
| 4  | 2015 | Flipperi (Adi L Hasla при уч. Aito Mäkki, Томми Кэш)   | Habiturientti      | —                                                           |
| 5  | 2015 | ProRapSuperstar                                        | Euroz Dollaz Yeniz | —                                                           |
| 6  | 2015 | Leave Me Alone                                         | Euroz Dollaz Yeniz | —                                                           |
| 7  | 2015 | Give Me Your Money (Little Big при уч. Томми Кэш)      | Funeral Rave       | —                                                           |
| 8  | 2016 | Apel (Pimp Flaco x Томми Кэш x Kinder Malo)            | Сингл              | —                                                           |
| 9  | 2016 | Winaloto                                               | Сингл              | Музыкальное видео 2018 года по версии Estonian Music Awards |
| 10 | 2016 | A Colors Show                                          | Сингл              | —                                                           |
| 11 | 2017 | Surf                                                   | Сингл              | —                                                           |
| 12 | 2018 | Pussy Money Weed                                       | Сингл              | —                                                           |
| 13 | 2018 | Little Molly                                           | Сингл              | Музыкальное видео 2019 года по версии Estonian Music Awards |
| 14 | 2018 | X-Ray                                                  | ¥€$                | —                                                           |
| 15 | 2019 | Who (Modeselektor при уч. Томми Кэш)                   | Who Else           | —                                                           |
| 16 | 2019 | Sdubid                                                 | Сингл              | —                                                           |
| 17 | 2021 | Raked                                                  | MoneySutra         | —                                                           |
| 18 | 2021 | Turn It Up (Little Big при уч. Томми Кэш и Оливер Три) | Turn It Up         | —                                                           |